# Basilique Saint-François-de-Sales de Thonon-les-Bains
Pour les articles homonymes, voir Saint-François-de-Sales et François de Sales.
La basilique Saint-François-de-Sales de Thonon-les-Bains est une église catholique de Thonon-les-Bains (Haute-Savoie) en France. Elle est de plan traditionnel et de style néo-classique. L'église est consacrée à saint François de Sales. 
Elle faillit remplacer l'église Saint-Hippolyte, mais contre toute attente les habitants et croyants défendirent leur église, et la basilique fut construite à partir de 1889, accolée au premier édifice. Ainsi, les deux églises communiquent, créant ainsi un espace important pour chaque messe et divers concerts de musique classique.

## Situation
Elle est située dans la Grande rue de la ville de Thonon-les-Bains.

## Histoire
L'église faillit remplacer l'église Saint-Hippolyte, mais contre toute attente les habitants et croyants défendirent leur église, et la basilique fut construite à partir de 1889, accolée au premier édifice, selon les plans de l'architecte Théodore Fivel. Les travaux se termineront quelque temps après sa mort en 1894. Le projet de construire une imposante église néogothique à deux clochers fut envisagé, mais faute de moyens financiers les travaux de construction de cette nouvelle église furent arrêtés et elle fut louée et servit d'entrepôt ou d'atelier à différents commerçants de la ville jusqu'à être utilisée pendant la Première Guerre mondiale par les services du ravitaillement des armées. Sous l'impulsion du prêtre J. Chaumont les travaux reprirent en 1921, mais l'église ne comportait désormais plus qu'un seul clocher et fut accolée définitivement à l'ancienne église Saint-Hippolyte. Elle fut consacrée le 30 novembre 1930 par Monseigneur Florent du Bois de La Villerabel, évêque d'Annecy. L'église fut élevée au rang de basilique mineure le 8 juillet 1993.

## Description

### Décoration
L'autel de Saint François de Sales, placé en entrant immédiatement sur la droite est orné d'un portrait authentique de ce saint. Près des fonts baptismaux, on peut admirer une statue de la Vierge à l'Enfant datant du XIVe siècle et provenant de Beauvais. Les murs de l'église Saint-François de Sales sont ornés des peintures de Maurice Denis réalisées sur toile marouflée, en 1943. Il y a fait deux scènes de la Passion (L'Apparition du Christ aux Saintes Femmes et à Marie-Madeleine, et L'Agonie du Jardin de Gethsémani). Il y a également réalisé son dernier Chemin de croix. Ces œuvres de Maurice Denis ont été restaurées en 2012. Les chapiteaux qui ornent les piliers datent de 1942 et sont des sculpteurs Philippe Koepplin et François Robert.

### Vitraux
Les vitraux ont été réalisés par le maître verrier Raphaël Lardeur et font allusion aux cérémonies des Quarante-Heures où Saint François de Sales réussit à ramener la foi catholique à Thonon, à la suite de l'occupation bernoise favorable à la Réforme protestante.[réf. nécessaire]

## L'orgue
L'orgue a été réalisé par le maître facteur d'orgues, Xavier Silbermann. Il fut inauguré le 7 mai 1967 par Pierre Cochereau. L'orgue est composé de 2955 tuyaux, 43 jeux avec trois claviers et pédalier.